# Carl Mayer
Carl Mayer, de vegades Karl, (Sondershausen, 1852 – Zippendorf, 1933) fou un cantant d'òpera alemany de la tessitura de baríton.
A Leipzig fou deixeble d'Augusta Götze i representà per primera vegada en la seva ciutat natal, actuant després en el teatre de Colònia, Cassel i Stuttgart, distingint-se com a baríton en la partitura dramàtica. Es va distingir, sobretot, com a intèrpret de les cançons populars i balades.
El 1897 fou nomenat cantor de cambra en el Principat de Mecklenburg-Sondershausen. Després passà a Colònia i més tard fou professor de cant en el Conservatori Stern de Berlín.